# Aphaenogaster subcostata
Aphaenogaster subcostata é uma espécie de inseto do gênero Aphaenogaster, pertencente à família Formicidae.